# عبد الله تراوريه
عبد الله تراوريه (بالفرنسية: Abdoulaye Traoré)‏ من مواليد 4 مارس 1967 في أبيدجان في ساحل العاج ، لاعب كرة قدم عاجي سابق.
لعب مع منتخب ساحل العاج لكرة القدم.

## روابط خارجية
- عبد الله تراوريه على موقع الاتحاد الدولي (مؤرشف)  (الإنجليزية)
- عبد الله تراوريه على موقع قاعدة بيانات كرة القدم.إي يو (الإنجليزية)
- عبد الله تراوريه على موقع ناشيونال فوتبول تيمز (الإنجليزية)
- عبد الله تراوريه على موقع عالم كرة القدم.نت (الإنجليزية)